# Peperomia pruinosifolia
Peperomia pruinosifolia är en pepparväxtart som beskrevs av William Trelease. Peperomia pruinosifolia ingår i släktet peperomior, och familjen pepparväxter. Inga underarter finns listade i Catalogue of Life.